# Amanzé
 Amanzé  es una población y comuna francesa, en la región de Borgoña, departamento de Saona y Loira, en el distrito de Charolles y cantón de La Clayette.

## Demografía
| 204 | 197 | 161 | 179 | 198 | 203 |
| Para los censos de 1962 a 1999 la población legal corresponde a la población sin duplicidades (Fuente: INSEE [Consultar]) |     |     |     |     |     |